# Honestiores
Honestiores (łac. honestus 'szanowany, uczciwy' por. honos 'cześć, zaszczyt, chluba, honor') – począwszy od II wieku p.n.e. wyższe klasy rzymskiego społeczeństwa (senatorzy, ekwici, żołnierze, urzędnicy państwowi oraz urzędnicy miejscy). Klasa ta miała wiele przywilejów prawnych (zwolnienie od kar okrutnych czy hańbiących), które nie przysługiwały humiliores. Np. obraza wyrządzona członkowi stanu uprzywilejowanego przez przedstawiciela stanu niższego była traktowana jako "poważna" (iniuria atrox) i karana surowiej niż w sytuacji odwrotnej (actio iniuriarium aestimatoria). Zeznania świadka niższego stanu wymagały potwierdzenia przysięgą, od czego świadek stanu wyższego był zwalniany. Formalne uprzywilejowanie nie zawsze było tożsame ze sprawowaną władzą, zwykle dużą rolę (większą niż senatorzy) odgrywali cesarscy niewolnicy i wyzwoleńcy, choć z punktu widzenia prawa niewolnik był "nikim" (Quod attinet ad ius civile, servi pro nullis habentur).